# Первомайское сельское поселение (Почепский район)
Первома́йское сельское поселение — муниципальное образование в восточной части Почепского района Брянской области.
Административный центр — село Первомайское.

## История
Образовано в результате проведения муниципальной реформы в 2005 году, путём преобразования дореформенного Первомайского сельсовета.

## Население
| 2010 | 2011 | 2012 | 2013 | 2014 | 2015 | 2016 | 2017 | 2018 |
| ---- | ---- | ---- | ---- | ---- | ---- | ---- | ---- | ---- |
| 912  | ↘910 | ↘897 | ↘884 | ↘870 | ↘853 | ↘843 | ↗866 | ↘840 |
| 2019 | 2020 | 2021 |      |      |      |      |      |      |
| ↘828 | ↘817 | ↘786 |      |      |      |      |      |      |

## Населённые пункты
| № | Населённый пункт        | Тип     | Население |
| - | ----------------------- | ------- | --------- |
| 1 | Воловня                 | деревня | →0        |
| 2 | Октябрьское Лесничество | хутор   | ↗5        |
| 3 | Первомайское            | село    | ↘853      |
| 4 | Поповка                 | посёлок | ↘26       |